# Norbert Daraboš
Norbert Daraboš (Beč, 31. svibnja 1964.) je austrijski parlamentarni zastupnik, član stranke SPÖ-a, austrijske socijal-demokratske stranke. 
Pripadnik je hrvatske manjine u Austriji.

Njegov izborni okrug je pokrajina Gradišće.
Bio je ministar obrane Austrije.

## Vanjske poveznice
- Arhivirana inačica izvorne stranice od 26. rujna 2007. (Wayback Machine)
- Službena stranica  Arhivirana inačica izvorne stranice od 21. rujna 2008. (Wayback Machine)
- Visti na gradišćanskom hrvatskom[neaktivna poveznica]